# Gel-Shocker
Gel-Shocker (ゲルショッカー Geru Shokkā?) es el nombre de una malvada organización de la serie Kamen Rider, sucesora de Shocker.

## Biografía
Gel-Shocker fue formada tras la destrucción de Shocker, siendo la unión de Shocker y la organización Geldam

## Miembros
- El Gran Líder de Gel-Shocker (ゲルショッカー首領 Geru Shokkā Shuryō?) - El Gran líder de Shocker, quien secretamente había creado a Gel-Shocker mientras Shocker se derrumbaba por las derrotas a manos de Kamen Rider Ichigo.
- General Black (ブラック将軍 Burakku Shōgun?) (80-98) / Hiruchameleon (ヒルカメレオン Hirukamereon?) (97-98) - Uno de los comandantes o posiblemente el líder mismo de Geldam. Su forma de monstruo es un Camaleón. Destruido por el Rider Double Chop, de Ichigo y Nigo.

### Kaijin de Gel-Shocker
- Ganikomol (ガニコウモル Ganikōmoru?) (78-80) El único Kaijin de Geldam
- Sasoritokages (サソリトカゲス Sasoritokagesu?) (81)
- Kuragewolf (クラゲウルフ Kurageurufu?) (82)
- Inokabuton (イノカブトン Inokabuton?) (83)
- Isoginjaguar (イソギンジャガー Isoginjagā?) (84)
- Utsubogames (ウツボガメス Utsubogamesu?) (85)
- Washikamagiri (ワシカマギリ Washikamagiri?) (86)
- Kumolion (クモライオン Kumoraion?) (87)
- Nekoyamori (ネコヤモリ Nekoyamori?) (88)
- Canarycobra (カナリコブラ Kanarikobura?) (89)
- Nezucondor (ネズコンドル Nezukondoru?) (89-90)
  - Nezucondor Remodelado (改造ネズコンドル Kaizō Nezukondoru?) (90)
- Mukadetiger (ムカデタイガー Mukadetaigā?) (91)
- Haetoribachi (ハエトリバチ Haetoribachi?) (92-93)
- Eidokugar (エイドクガー Eidokugā?) (93-94)
- Shocker Riders (ショッカーライダー Shokkā Raidā?) (91-94)
  - No. 1 (91-94)
  - No. 2 (92-94)
  - No. 3 (93-94)
  - No. 4 (93-94)
  - No. 5 (93-94)
  - No. 6 (93-94)
- Namekujikinoko (ナメクジキノコ Namekujikinoko?) (93-94)
- Garaox (ガラオックス Garaokkusu?) (95)
- Sabotenbat (サボテンバット Sabotenbatto?) (96)
- (Revivido) Ganikomol (97)
- (Revivido) Kuragewolf (98)
- (Revivido) Inokabuton (98)
- (Revivido) Utsubogames (98)
- (Revivido) Kumolion (98)
- (Revivido) Mukadetiger (98)
- (Revivido) Haetoribachi (98)
- (Revivido) Eidokugar (98)
- (Revivido) Garaox (98)
- (Revivido) Sabotenbat (98)